# Christopher Shearer
Christopher High Shearer (* 18. Mai 1846 in Reading, Berks County, Pennsylvania; † 29. April 1926 ebenda) war ein US-amerikanischer Landschaftsmaler der Düsseldorfer Schule.

## Leben
Shearer war eines von neun Kindern des Farmers und Handwerkers Christopher Shearer (1820–1910) und seiner Frau Catharine, geborene Diehm (1822–1859), sowie Enkel des deutschstämmigen Schuhmachers, Gerbers, Famers und Malers Jonathan Scherer (1780–1845). Sein Urgroßvater war der in Womrath (Grafschaft Sponheim) geborenen Sergeanten Johann Christoph Scherer (1752–1830), welcher unter George Washington an dessen Überquerung des Delaware teilgenommen hatte.
Shearer wuchs auf einer Farm bei Tuckerton in Berks County auf. Früh zeigte er Interesse für die Natur, insbesondere Schmetterlinge, Motten und Käfer, und für das Zeichnen und die Malerei. Durch die Landschaftsmaler Francis Daniel Devlan (1835–1870) und John Heyl Raser (1824–1901) wurde er als Heranwachsender darin bestärkt. 1864 trat er mit einem Gemälde erstmals an die Öffentlichkeit. Nachdem er als 21-Jähriger ein Atelier in Reading eröffnet und lokal bereits einige Erfolge verzeichnet hatte, reiste er nach Europa, wo er sich an verschiedenen Kunstzentren in Deutschland und Frankreich umsah und studierte, insbesondere in Paris, Düsseldorf und München. 1876 debütierte Shearer an der Pennsylvania Academy of the Fine Arts in Philadelphia, wo er fortan bis 1895 erfolgreich ausstellte. Auch an der Centennial Exhibition des Jahres 1876 nahm er teil. 1878 reiste er erneut nach Düsseldorf und lebte dort ein Jahr.
In Reading bildete Shearer einen kunstinteressierten Zirkel, etwa mit Frederick Spang (1834–1891), John Heyl Raser und Edward A. Howell (1848–1924). Am Schuylkill River unterrichtete er Freilichtmalerei und etablierte sich als zentrale Figur einer Kunstbewegung in Berks County, unterstützt durch die Oscar Woerner Art Gallery. Schüler Shearers waren die Landschafts- und Tiermalerin Mary B. Leisz (1876–1935) sowie der Illustrator und Wandmaler Ralph Dunkelberger (1894–1965).
Shearer beteiligte sich 1913 an der Gründung des Reading Public Museum und überzeugte dessen mit ihm befreundeten Gründer, den Insektenkundler Dr. Levi Walter Scott Mengel (1868–1941), in dieser Kultureinrichtung eine Gemäldegalerie zu integrieren, als deren leitender Kurator er fungierte. Zu den Förderern der Sammlung und Gemäldegalerie des Museums gehörten Irvin Frances Impink (1882–1962), Henry K. Janssen, Gustav Oberlaender und Ferdinand Thun. Im Alter zog sich Shearer auf eine Farm in der Nähe von Stoudt’s Ferry Bridge in Bern Township (Berk County) zurück, wo er bis zu seinem Tod wirtschaftete und ein Malatelier betrieb. 
Shearer heiratete Sarah „Sallie“ D. Fisher, die die Söhne Bernard (1869–1937) und Victor (1872–1951) gebar, welche ebenfalls Maler wurden. Die Ehe wurde geschieden. 1876 heiratete er Linda A. Heckendorn (1852–1928) aus Maryland. Aus dieser Ehe ging die Tochter Amy hervor. Auch sein Bruder Edmund Leaser Shearer (1851–1935) war Maler.

## Werke (Auswahl)

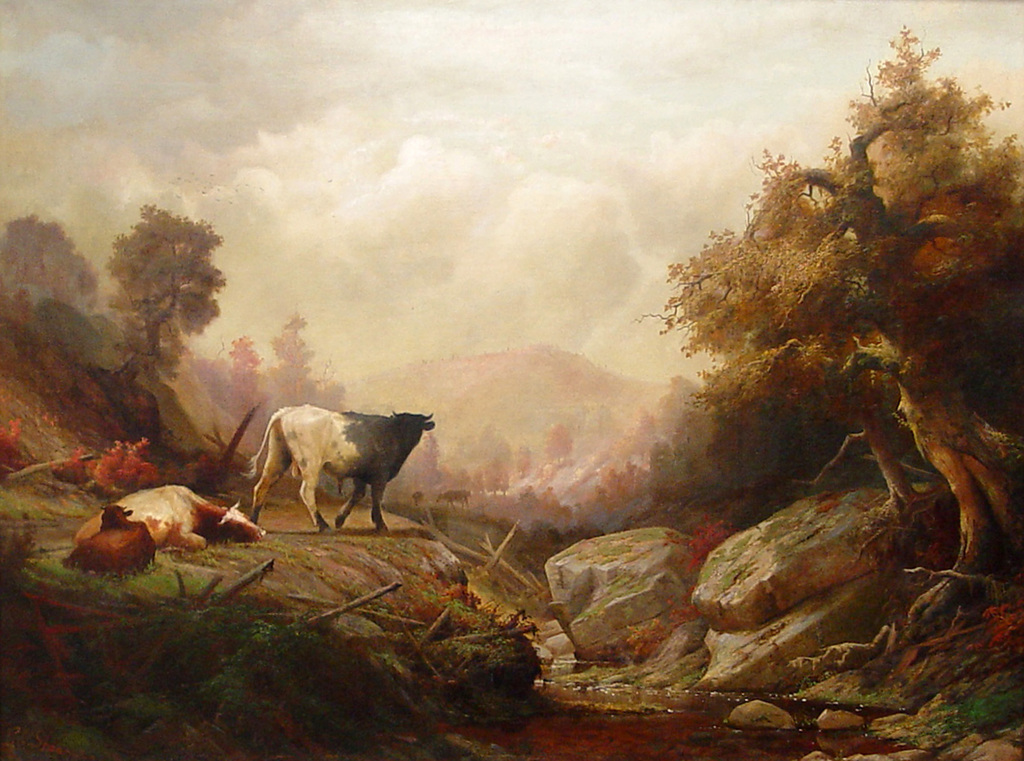
Landscape with Cattle (Landschaft mit Rindvieh), 1890er Jahre

- Landscape with Figures (Landschaft mit Figuren), 1876
- Fetching Water Outside the Walls (Wasserträgerinnen vor den Mauern), 1879
- Park Scene with Ladies Reading (Parkszene mit lesenden Frauen), 1881
- Landscape with Cattle (Landschaft mit Rindvieh), 1890er Jahre, Reading Public Museum
- On the Schuylkill River (Am Schuylkill River), 1895
- View on the Upper Schuylkill (Ansicht am oberen Schuylkill River), 1898